# Euphalacra
Euphalacra is een geslacht van vlinders van de familie eenstaartjes (Drepanidae), uit de onderfamilie Drepaninae.

## Soorten
- E. discipuncta (Holloway, 1976)
- E. lacunata Holloway, 1998
- E. nigridorsata Warren, 1897
- E. nigridorsoides Holloway, 1998
- E. postmediangulata Holloway, 1998
- E. semisecta (Warren, 1922)
- E. trifenestrata (Swinhoe, 1902)